# رنزو کولزی
رنزو کولزی (فرانسوی: Renzo Colzi‎; ۸ نوامبر ۱۹۳۷ – ۲۶ ژانویهٔ ۲۰۱۴) دوچرخه‌سوار اهل فرانسه بود.